# Scincella kikaapoa
El eslizón (Scincella kikaapoa) es una especie de reptil perteneciente a la familia Scincidae. El nombre específico kikaapoa es una palabra de la lengua de los Kikapue, la gente originaria que habita el centro de Coahuila, y que significa “aquellos quienes caminan en la tierra”.

## Clasificación y descripción
Scincella kikaapoa se distingue de todos sus congéneres del Norte y Mesoamérica por tener dos rayas ventrolaterales estrechas y oscuras separadas una de la otra por una línea ventrolateral estrecha y pálida en cada lado (contra rayas ventrolaterales oscuras a cada lado ausentes en S. caudaequinae, S. silvicola, S. lateralis y S. gemmingeri). En adición, S. kikaapoa se puede distinguir de todos sus congéneres en todo Norte y Mesoamérica excepto de S. lateralis por tener tres o más pares de escamas nucales (contra menos de tres pares de nucales en las otras especies) y en que la primera nucal está separada de la segunda temporal superior por la hilera temporal terciaria en todos los especímenes.

## Distribución
Se conoce únicamente de la localidad tipo: México, Coahuila, 4 km al SE de Cuatro Ciénegas, Poza El Mojarral, 26° 55 11,9” N, 100° 06 53,2” W, 739 m s. n. m.